# Gabala
|  | Aquest article tracta sobre la ciutat siriana de Jableh. Si cerqueu la ciutat de l'Azerbaidjan coneguda com Gabala o Qabala, vegeu «Qabala». |

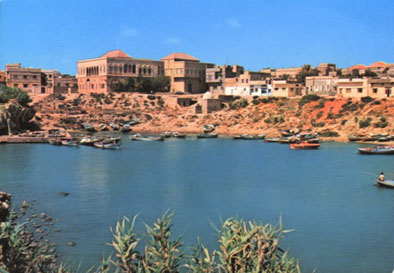
Vista de Jableh

Gabala (àrab: جبلة, Jabala) o en francès Gibel, fou també coneguda com a Jabala, Djabala, Djebala, Jebala, Djebeleh, Jebleh o Jableh. En l'actualitat pertany a Síria, on depèn de la Governació de Latakia. Està a uns 30 km al sud de Lahdhikiya enfront de l'ille Ruwad (Ruad o Rouad). La seva població actual és d'uns 80.000 habitants (2008).

## Història
Fou una colònia fenícia després hel·lenitzada. Va passar a Roma amb la qual va prosperar. Durant l'època cristiana fou seu d'un bisbe. Es coneixen deu bisbes de la ciutat entre el 325 i el 553, destacant Sant Hilari (escriptor i màrtir del segle iv) i Severià de Gabala.
Al segle vi fou posada sota dependència del patriarcat d'Antioquia i al 639 fou ocupada pels àrabs dirigits per Ubaydah ibn al-Djarrah; el 638 les seves defenses foren reorganitzades i es va construir la ciutadella complementant les fortificacions romanes d'Orient. El 969 els romans de Nicèfor Focas la van reconquerir, però els musulmans van tornar el 1081. Joan Tsimiscés la va ocupar altre cop 975 per tornar als àrabs que el 985 la van incloure al djund d'Homs i altre cop als romans. El 1080 el cadi Abu Muhammad Abd Allah ibn Mansur conegut com a Ibn Sulayha, la va conquerir. Sota domini musulmà fou seu d'un bisbe jacobita. Atacada tres vegades pels croats, el cadi local la va entregar a l'atabeg de Damasc Tughtegin l'agost del 1101 però la guarnició de Damasc fou expulsada poc després pels Banu Ammar de Trípoli.

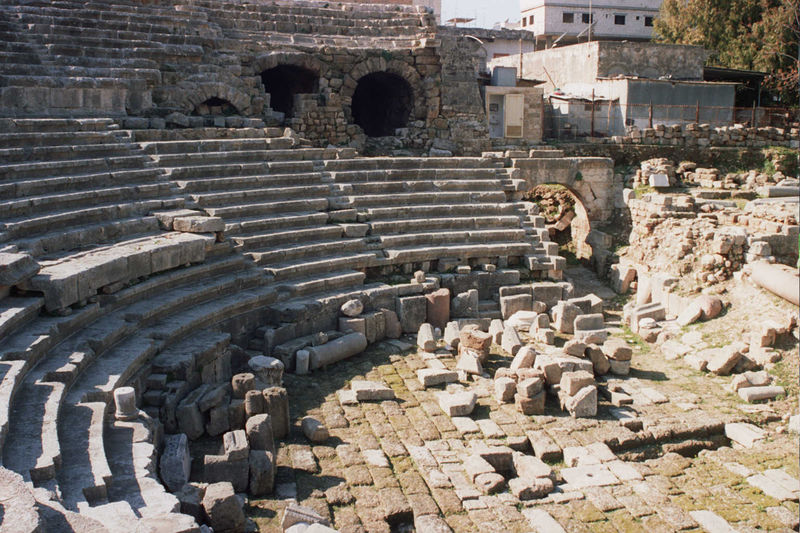
El teatre romà

El 1109 fou ocupada pels croats i formà part del principat d'Antioquia, un dels estats croats, essent seu d'un bisbe llatí i un empori comercial genovès. El juliol de 1188 Saladí en va expulsar els croats durant la Tercera Croada i fou part dels governs d'al-Afdal i després d'al-Zahir. Després se la van disputar templaris i hospitalers entre 1192 i 1285. En aquest darrer any fou ocupada pel sultà mameluc Kalawun i durant segles fou centre de pelegrinatge a una tomba local, del santó sufita del segle viii Ibrahim ibn Adham.
Un famós resident fou Hug de Gabala, el bisbe de la ciutat, que va informar de la caiguda d'Edessa al Papa Eugeni III, i va ser la primera persona en parlar amb el Preste Joan.
Els otomans la van dominar a partir del 1517 i fou inclosa al vilaiat de Beirut. En queden algunes restes d'època romana (especialment el teatre i uns banys).
En el present, la ciutat és coneguda a Síria per la seva vinculació amb l'esport: el seu equip de futbol, el Jableh Sporting Club o Jableh SC, és dels més importants del país, i és la primera ciutat en tennis de taula (les seves noies han monopolitzat el campionat estatal durant els darrers trenta anys (com Myrvat Shaker). Nedadors d'aquesta ciutat han aconseguit rècords mundials en natació de llargues distàncies (ex.: Mohammad Zeitoun).